# Centro Hospitalar de São Tomé
Centro hospitalar de São Tomé, també conegut com a Hospital Dr. Ayres Menezes és un hospital de la ciutat de São Tomé a São Tomé i Príncipe. Està situat a la vora de l'Institut Superior de Ciències i Salut de la Universitat de São Tomé i Príncipe.
El govern santomenc manté la tasca de mantenir les instal·lacions de l'hospital estàndard. Alguns pacients han de visitar altres països.
Tant al 2006 com al 2009, l'assistència estrangera va ser rebuda pels nord-americans i portuguesos respectivament, una provisió per a l'hemodiàlisi. En 2017 va obrir un nou servei de diagnòstic.